# Burni Batukerang
Burni Batukerang är ett berg i Indonesien.   Det ligger i provinsen Aceh, i den västra delen av landet, 1 600 km nordväst om huvudstaden Jakarta. Toppen på Burni Batukerang är 2 492 meter över havet, eller 116 meter över den omgivande terrängen. Bredden vid basen är 2,2 km. Burni Batukerang ingår i Van Daalen Mountains.
Terrängen runt Burni Batukerang är bergig åt nordost, men åt sydväst är den kuperad. Trakten runt Burni Batukerang är nära nog obefolkad, med mindre än två invånare per kvadratkilometer. Det finns inga samhällen i närheten. I omgivningarna runt Burni Batukerang växer i huvudsak städsegrön lövskog.